# باز تايلر
باز تايلر (بالإنجليزية: Buzz Tyler)‏ هو مصارع محترف أمريكي، ولد في 1946 في سبارتانبرغ في الولايات المتحدة.

## روابط خارجية
- باز تايلر على موقع CageMatch worker (الإنجليزية)